# José de Cistué y Coll (obraz w Museo Camón Aznar)

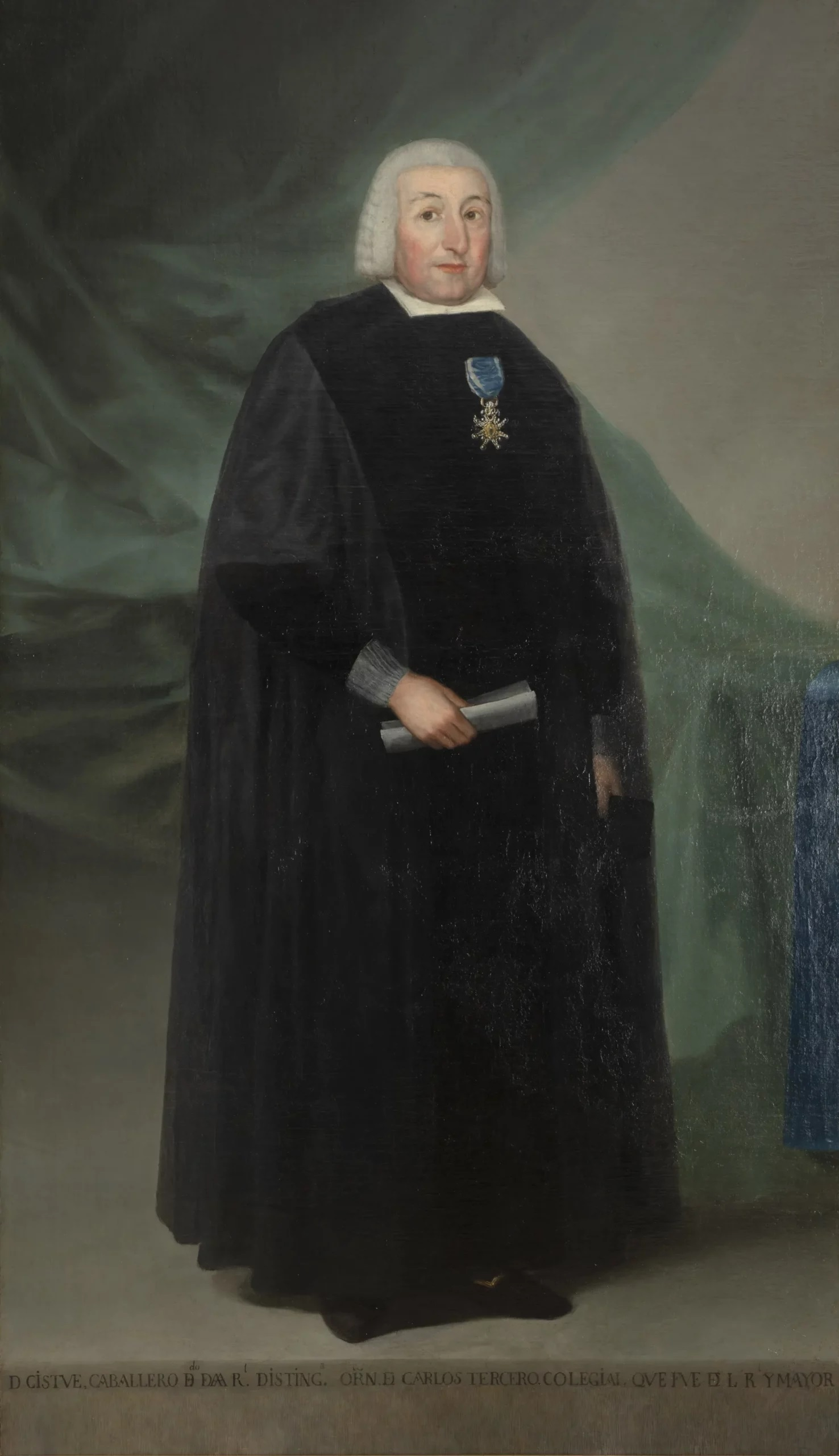
Obraz całopostaciowy wykonany dla Uniwersytetu w Huesce

José de Cistué y Coll – obraz olejny hiszpańskiego malarza Francisca Goi. Portret przedstawiający prawnika José de Cistué y Colla jest eksponowany w Museo Camón Aznar w Saragossie. Większa całopostaciowa wersja tego dzieła wykonana dla Uniwersytetu w Huesce znajduje się w prywatnej kolekcji rodziny portretowanego w Saragossie.

## Opis obrazu
José Cistué y Coll, II baron de la Menglana pochodził z Aragonii. Studiował prawo na Uniwersytecie w Huesce, gdzie w 1749 objął katedrę prawa kanonicznego. Z okazji mianowania go członkiem rady profesorskiej uniwersytetu powstał całopostaciowy portret. Na jego podstawie Goya namalował mniejszą wersję dla rodziny Cistué y Colla. Prawnik został przedstawiony w półpostaci, ubrany w czarną togę z białymi mankietami i typowym kołnierzem urzędnika magistratu. W prawej ręce trzyma dokument, a lewa jest ukryta za peleryną. Na jego piersi widoczny jest krzyż Orderu Karola III, który otrzymał w 1787 roku. Na głowie ma białą perukę.
W 1791 sportretował także niespełna trzyletniego syna José de Cistué i Maríi Josefy Martínez de Ximén Luisa Maríę de Cistué y Martíneza.

## Proweniencja
Obraz należał do krewnych i spadkobierców portretowanego. W 1976 został zakupiony od Pabla Cistué de Castro i jego rodzeństwa przez Fundację Ibercaja i jest eksponowany w Museo Camón Aznar.